# Mauro Zanotti
Mauro Andrés Zanotti (Córdoba, 14 gennaio 1985) è un ex calciatore argentino, di ruolo difensore.

## Carriera
Dopo aver giocato nelle serie inferiori italiana, spagnola, argentina e boliviana, esordisce nella massima serie della Bolivia nella stagione 2012-2013 con il Wilstermann.